# Ga Daesa
Ga Daesa (tiếng Hàn: 대사역; Hanja: 大沙驛) là ga trên Tuyến BGLRT của Busan Metro ở Gangdong-dong, quận Gangseo, Busan, Hàn Quốc.

## Liên kết
- (tiếng Hàn) Thông tin ga từ Tổng công ty vận chuyển Busan